# Danton (film, 1932)
Pour les articles homonymes, voir Danton (homonymie).
Pour plus de détails, voir Fiche technique et Distribution.
Danton est un film français réalisé par André Roubaud, sorti en 1932.

## Fiche technique
- Titre : Danton
- Réalisation : André Roubaud
- Scénario : Jean Letillois
- Photographie : Léonce-Henri Burel
- Décors : Alexandre Trauner
- Son : Hermann Storr
- Montage : René Le Hénaff
- Production : Films Pierre Guerlais
- Format :  Noir et blanc - 35 mm - Son mono
- Pays d'origine :  France
- Durée : 100 minutes
- Date de sortie : France, 14 octobre 1932

## Distribution
- Jacques Grétillat : Danton
- Marguerite Weintenberger : Louise Danton
- Andrée Ducret : Gabrielle Danton
- André Fouché : Camille Desmoulins
- Simone Rouvière : Lucile Desmoulins
- Pierre Athon : Saint-Just
- Jacques Dumesnil : Fabre d'Églantine
- Thomy Bourdelle : le général Westermann
- Joë Hamman

## Critiques
L'historien Jean Tulard reproche au film sa vision de Danton « très IIIe République » et le « jeu outré » des acteurs.